# Aldo Stella
Aldo Angelo Stella (Torino, 30 dicembre 1955) è un doppiatore e direttore del doppiaggio italiano.

## Carriera
Nasce a Torino, dove cresce sentendo fin da giovanissimo la passione per la recitazione e il teatro. Nel 1976, poco più che ventenne, decide di frequentare la Scuola di Recitazione diretta dal regista Rai Ernesto Cortese, studiando nel contempo la dizione sotto la guida di Iginio Bonazzi, e inizia il suo percorso di attore nell'ambito delle realtà teatrali che proprio in quegli anni stavano nascendo in città.
Nel 1987 si trasferisce a Milano, dove entra in contatto con il mondo del doppiaggio, attività che sarà da allora prevalente per più di vent'anni, prima come doppiatore e dialoghista, poi come direttore del doppiaggio.
Ha lavorato a molte serie animate, prestando la voce a personaggi come Sami (Seiji Date) ne I cinque samurai, il professor Timothy O'Neill in Daria, Guldo in Dragon Ball Z, Jervis Tetch/Il Cappellaio Matto nella serie Batman, il Dott. Jonathan Crane/Lo Spauracchio in Batman - Cavaliere della notte (successiva serie dedicata all'uomo pipistrello) e Carlo (Kazuya Hatta) nel primo doppiaggio della serie È quasi magia Johnny.
Nel campo dei videogiochi è la voce italiana di Clank nella serie Ratchet & Clank e il Dr. Ivo "Eggman" Robotnik a partire da Sonic Generations.
Ha doppiato sporadicamente anche alcuni ruoli cinematografici, fra cui figurano Harvey Keitel in Valzer finale per un killer, Chris Penn in Masked and Anonymous e Burt Young in Go Go Tales.
Ha diretto le edizioni italiane di serie anime come Aquarion, Il conte di Montecristo, Tutor Hitman Reborn! e Mazinger Edition Z: The Impact!. Si è occupato anche della direzione di alcuni OAV come È quasi magia Johnny (con il titolo di Capricciosa Orange Road), I cinque samurai e Lamù, la ragazza dello spazio.
Nei film d'animazione è stato direttore del doppiaggio della terza versione italiana del film Lupin III - Il castello di Cagliostro, diretto da Hayao Miyazaki, versione distribuita per la prima volta nei cinema italiani il 6 luglio 2007 e che presenta le voci ufficiali dei cinque protagonisti. A questa si aggiunge anche la direzione dei lungometraggi della serie Ken il guerriero - La leggenda.

### Attore
Torna a calcare le scene dal 2014 per RS Produzioni (Associazione Culturale No Profit) con lo spettacolo Nato con la camicia di Renato Soriano, storia sugli eventi legati alla deportazione ebraica vista con gli occhi di un bambino. In seguito avvia una collaborazione con l'Associazione Culturale Liberipensatori Paul Valéry, che ha come direttore artistico il collega Oliviero Corbetta, il quale lo dirigerà come regista, alternando ruoli del teatro classico in Re Lear (Conte di Gloster) e Molto rumore per nulla (Antonio) di William Shakespeare a testi più recenti dell'autore italiano contemporaneo Egidio Bertazzoni, interpretando Carlo in Matermundi e Lui nei due monologhi Rumors e Primavera, e dello svizzero Friedrich Dürrenmatt, il giudice in La panne. Una storia ancora possibile (Die Panne, Eine noch mögliche Geschichte) nell'adattamento e traduzione di Eugenio Bernardi.
Dal 2017 interpreta il signor Balocco nelle pubblicità per l'omonima azienda alimentare in sostituzione di Cosimo Cinieri.

## Doppiaggio

### Film
- Omar Sy e Maurice Lemay ne Il raid
- Harvey Keitel in Valzer finale per un killer
- Julian Richings in The Colony
- Chris Penn in Masked and Anonymous
- Burt Young in Go Go Tales
- Shammi Kapoor in Hero
- Charles Pitts in Supervixens
- Simon Reynolds in The Skulls II
- Gary Betsworth in Va a finire che ti amo
- José Ramon Argoitia in Errementari - Il fabbro e il diavolo
- Yukijiro Hotaru in Zeiram

### Film d'animazione
- Jack Testa di Zucca in Ritorno a Oz
- Sanpei ne La spada dei Kamui
- Mushizo in Ninja Scroll
- Ioria/Leone ne I Cavalieri dello zodiaco - L'ultima battaglia
- Shibuya in Perfect Blue
- Soldato in Aida degli alberi
- Elfo ne I nove cani di Babbo Natale
- Kikono in Dragon Ball Super - Broly

### Serie televisive
- John Dennis Johnston ne L'incendiaria
- Michael Sorich in Power Rangers
- Reece Dinsdale in In due s'indaga meglio (ridoppiaggio)
- Massimo Varini in Cri Cri
- Ramy Zada in Sentieri

### Serie animate
- Kakugari in Lamù e negli OAV di Lamù
- Dr. Eggman, Signor Dr. Eggman e Dr. Done It in Sonic Prime
- Alberto, Toni e Samuel in Alé alé alé o-o
- Voce narrante, Falcon (Hawkman) e Robin ne I Superamici
- Guldo e Re Kaio dell'Ovest in Dragon Ball Z
- Davernoch e Ryuraryus Spenia Ai Indarun in Overlord
- Masoko e Speaker titoli in Dragon Quest
- Sami (Seiji Date) ne I cinque samurai
- Jervis Tetch/Il Cappellaio Matto in Batman
- Dott. Jonathan Crane/Lo Spauracchio in Batman - Cavaliere della notte
- Professor Timothy O'Neal in Daria
- Carlo (Kazuya Hatta) in È quasi magia Johnny
- Ted (Pankuro) in Automodelli - Mini 4WD
- Teddy Ruxpin in Le avventure di Teddy Ruxpin
- Sceriffo in C.O.P.S. - Squadra anticrimine
- Francisco in T.U.F.F. Puppy
- Walter "Doc" Hartford in I rangers delle galassie
- Mr. Huggs in Beethoven
- Bob il corvo in Paddy Polochon
- Dottor Pulitore in Hammerman
- Herbert in Philbert Frog
- Jake in Kipper - Il più bel cucciolo del mondo
- TopGang in Parola d'ordine: arriviamo!
- Sig. Kappa in Grog di Magog
- Giro Batol in All'arrembaggio Sandokan!
- Kling in Pippi Calzelunghe
- Fox in Un mantello di misteri per Enigma
- Mimmo in Questa allegra gioventù
- Gyoro in Lo Specchio Magico
- Cra-Cra in Principessa dai capelli blu
- Acru ne Il libro della giungla
- Marco in Cenerentola
- Pierre in Bentornato Topo Gigio
- Re Morumo in Mirmo!!
- Imago in Magic Knight Rayearth
- Ioria/Leone (5ª voce) ne I Cavalieri dello zodiaco
- Mister Seven, Toto (ep. 777) e Hillk (ep. 778) in One Piece
- Felix in La coppa dei dragoni
- Professor J in Gundam Wing
- Aldo dei Nobili Guerrieri in Automodelli - Mini 4WD
- Poliziotto in City Hunter (st. 1-2)
- Simon Holden in Tommy la stella dei Giants
- Tassista in Macross Plus
- Alan in Mad Bull 34
- Bowie in Robotech Sentinel
- Roger in Robotech Mospeada
- Lectar in Gatchaman - Battaglia dei pianeti
- Zackte in Record of Lodoss War - Cronache della Guerra di Lodoss
- Fidimon in Orguss 02
- Ibul in Idol Project
- Mercenario in Berserk
- Babaki in Yu Yu Hakusho
- Kikuchiyo in Samurai 7
- Lensi in Aquarion
- Mouzuku in Ninja Scroll
- Jiro in Special A
- Vincent in Claymore
- Tsuyoshi Yamamoto in Tutor Hitman Reborn!
- Myotismon in Digimon Adventure
- Henry Henderson in Spy × Family
- Arsenio Lupin in Lupin Zero
- Nonno di Shutaro in Lamù e i casinisti planetari - Urusei yatsura
- Alice Stilza in Gachiakuta
- Dottor Adatara in CITY the Animation

### Film TV
- Joseph Campanella in Glow - La casa del mistero
- Richard Blackburn in The Riverman

### Videogiochi
- Clank nella serie Ratchet & Clank e in PlayStation All-Stars Battle Royale
- Dr. Ivo "Eggman" Robotnik in Sonic Generations, Sonic Lost World, Sonic Boom: L'ascesa di Lyric, Sonic Forces, Team Sonic Racing, Sonic Colours Ultimate, Sonic Frontiers e Sonic X Shadow Generations[2]
- Crazy Earl in Borderlands[3], Borderlands 2[4], Borderlands: The Pre-Sequel[5] e Borderlands 3[6]
- Dimitri in Sly 2: La banda dei ladri e in Sly 3: L'onore dei ladri
- Cinese, Chavez e Cittadini di Mercuria in Dreamfall: The Longest Journey[7]
- Erzog e Guardie umane in Arx Fatalis[8]
- Baal e Lord Dewhurst in Diablo III: Reaper of Souls[9]
- Cyrus Hardman e Tayyip Sensoy in Agatha Christie: Assassinio sull'Orient Express[10]
- Doc e Lotti nella serie di Deponia
- Xavier e Thomas il ragazzo dello zoo in Gabriel Knight 2: The Beast Within[11]
- Hefsin e Iosef in Diablo IV[12]
- Gestore del mercato nero in Borderlands 2
- Generale Tsao in Sly 3: L'onore dei ladri
- Dillon Morgan in Syphon Filter 2
- Giocatore d'azzardo in Jak and Daxter: The Precursor Legacy[13]
- Julius in Ty la tigre della Tasmania
- Professor Mosca in Hollywood Monsters 2[14]
- Gromar in Arcania: Gothic 4 [15]
- Il Bardo in Fable
- Roland in Fable II[16]
- Vigil in Mass Effect
- Capitano Bailey in Mass Effect 2
- Re Luigi XVI in Assassin's Creed: Unity[17]
- Clive McCormack in The Getaway[18]
- Al Neri in Il padrino
- Aubrey in Close to the Sun[19]
- Grandimais in Asterix & Obelix XXL 3: The Crystal Menhir[20]
- Roger ne I pinguini di Madagascar: Il ritorno del dottor Blowhole[21]
- Soco in Assassin's Creed: Odyssey[22]
- Simon Stagg in Batman: Arkham Knight[23]
- Dottor Strauss in Call of Duty: Black Ops Cold War[24]
- Il Creatore in Darksiders II[25]
- Consigliere in Dungeons[26]
- Danny West in The Getaway: Black Monday[27]
- Orchi in La Terra di Mezzo: L'ombra della guerra
- Virman Vundabar in LEGO DC Super-Villains[28]
- Barbagrigia in Outriders[29]
- Alkor in Diablo II: Resurrected[30]
- Agabus Philbert in Hogwarts Legacy[31]
- Hachi e Sensei in Advance Wars 1+2: Re-Boot Camp[32]
- Hunain in Assassin's Creed Mirage[33]
- Russell Barnaby in Dead Rising Deluxe Remaster[34]
- Professor Aldrich Savage in Indiana Jones e l'antico cerchio[35]
- Arnold Wesker in Batman: Arkham Shadow[36]

### Direzione del doppiaggio[37]

#### Film
- Valzer finale per un killer
- Shinobi
- Memories of Murder
- I colori della passione
- Va a finire che ti amo
- The City of Violence
- Contrattempo

#### Film d'animazione
- Ken il guerriero - La leggenda: Ken il guerriero - La leggenda di Hokuto, Ken il guerriero - La leggenda di Julia, Ken il guerriero - La leggenda di Raoul, Ken il guerriero - La leggenda di Toki
- Franklin e il cavaliere verde, Franklin - Un magico Natale e Back to school with Franklin
- Jack e il fagiolo magico
- Jin-Roh - Uomini e lupi
- Vampire Hunter D: Bloodlust
- Lupin III - Il castello di Cagliostro (ridoppiaggio 2007)

#### Serie televisive
- Ned - Scuola di sopravvivenza
- Una strega imbranata
- L'altra Grace
- Tabula Rasa
- Gli eredi della notte

#### Serie animate
- I tanti segreti di un cuore innamorato e Wedding Peach DX
- Picchiarello
- Iczer Girl Iczelion
- Il pazzo mondo di Go Nagai
- Dimension Hunter Fandora
- I cinque samurai
- Fox Busters - Galline alla riscossa
- Toonimals
- Arthur
- Grog di Magog
- Ivanhoe
- Ken il guerriero - La leggenda: Ken il guerriero - La leggenda di Hokuto, Ken il guerriero - La leggenda di Julia, Ken il guerriero - La leggenda di Raoul, Ken il guerriero - La leggenda di Toki
- Donkey Kong Country
- Una foresta incantata per Katia e Carletto
- Max Steel (2000)
- Web Diver
- Jacob due due
- Meremanoid - La leggenda delle profondità marine
- Fire Emblem (serie 1996)
- Hyper Doll
- Il paradiso delle dee
- Shamanic Princess
- Ex-Driver
- Tama & Friends
- Eredi del buio
- Le bizzarre avventure di Jojo (OAV 1993 e 2000)
- Neteb - La principessa del Nilo
- Franklin (stagioni 3-6) e i lungometraggi Franklin e il cavaliere verde, Franklin - Un magico Natale, Back to school with Franklin
- Jack e il fagiolo magico
- Mirmo
- Teenage Robot
- Fuori di zukka
- Aquarion
- Project ARMS
- Il conte di Montecristo
- Orange Road (OAV 3-8)
- Hyper Doll - Mew & Mica the Easy Fighter
- Zatch Bell!
- Happy Lucky Bikkuriman
- Le Chevalier D'Eon
- Romeo x Juliet
- Aria - The Animation
- Gantz
- Speed Grapher
- Devil May Cry
- Ken il guerriero - La leggenda di Raoul, il dominatore del cielo
- Tutor Hitman Reborn!
- Capeta
- Mazinger Edition Z: The Impact!
- Megazone 23
- Special A
- Dancouga
- Genie Family - Il ritorno del Mago Pancione
- Kipper - Il più bel cucciolo del mondo

## Filmografia
- Aeroporto internazionale - serie TV, episodio 1.19 (1985)
- Cri Cri - serie TV, episodio 1.9 (1990)
- Fuga da Kayenta, regia di Fabrizio De Angelis (1991)

## Teatro
- La panne. Una storia ancora possibile di Friedrich Dürrenmatt, adattamento e traduzione di Eugenio Bernardi, regia di Oliviero Corbetta[1]